# Nerkin Horatagh
Nerkin Horatagh (in armeno Ներքին Հոռաթադ?, in azero Aşağı Oratağ) è una comunità rurale del distretto di Tərtər, in Azerbaigian, fino al 2024 appartenente alla regione di Martakert nella repubblica di Artsakh (fino al 2017 denominata repubblica del Nagorno Karabakh).
Il paese conta poco più di settecento abitanti e sorge quasi prossimo all'intersezione tra la strada statale che collega la capitale Stepanakert al capoluogo regionale Martakert e quella che dallo stesso si dirige verso ovest in direzione della Shahoumian. É pressoché contiguo al villaggio di Tsaghkashen.